# Dermeval Saviani

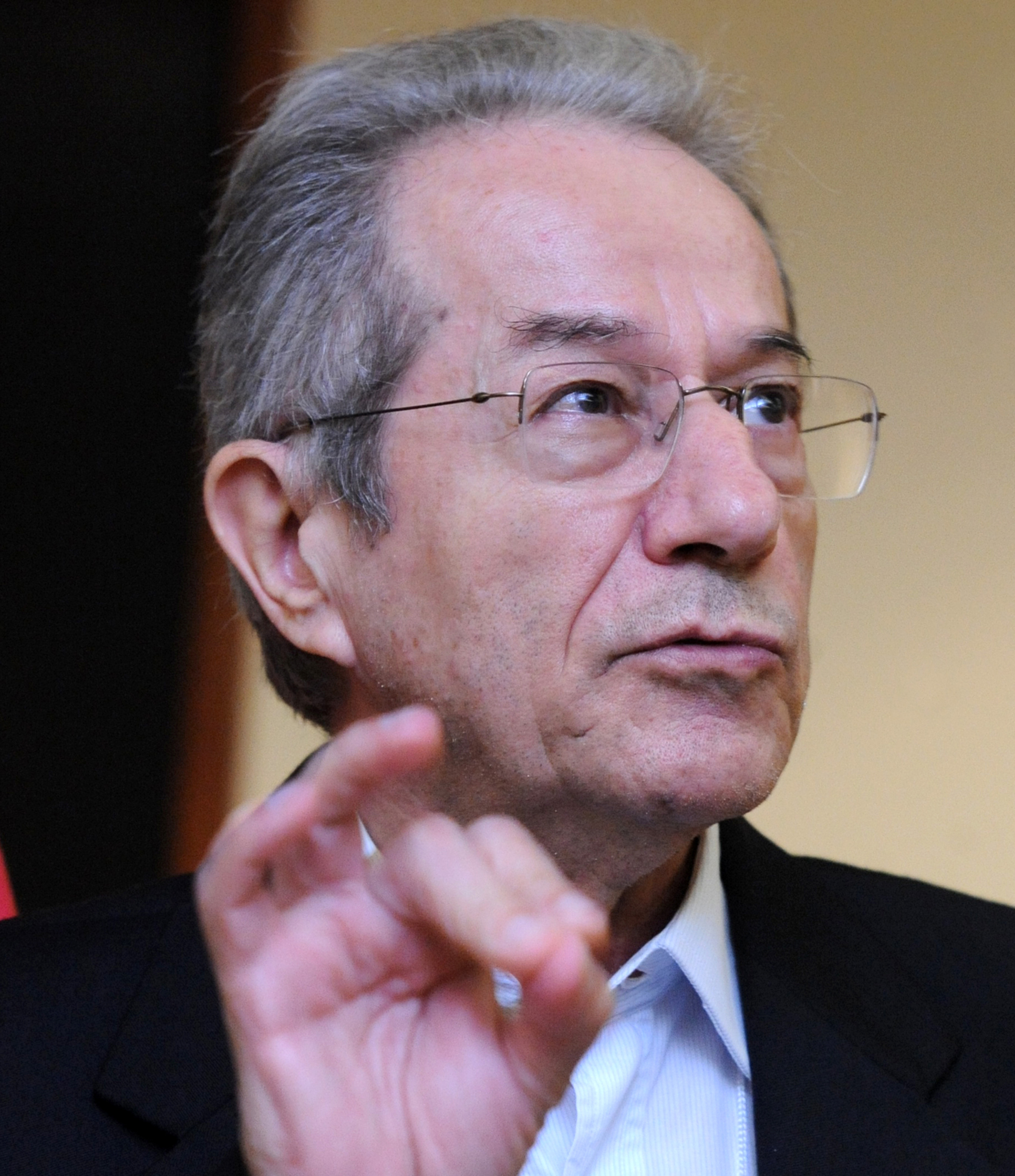
Dermeval Saviani en 2010.

Dermeval Saviani (Santo Antônio de Posse, 25 de diciembre de 1943) es un profesor, filósofo y pedagogo brasileño. Es profesor emérito de la Universidad Estatal de Campinas (UNICAMP), profesor emérito del CNPq y coordinador general del grupo de estudio e investigación Historia, Sociedad y Educación en Brasil (HISTEDBR), habiendo recibido el título de doctor honoris causa de la Universidad Federal de Paraíba (UFPB), la Universidad Tiradentes de Sergipe, y la Universidad Federal de Santa María (UFSM).
Saviani es el creador de la teoría pedagógica «Pedagogía Histórico-Crítica» que, a diferencia del modelo de enseñanza de contenidos, defiende el acceso al conocimiento sistematizado y su comprensión por parte del alumno como instrumento de reflexión y transformación de la sociedad.

## Biografía
Nieto de inmigrantes italianos e hijo de trabajadores rurales, Dermeval Saviani nació en una finca en Santo Antônio de Posse, en el interior de São Paulo, el 25 de diciembre de 1943, aunque la fecha registrada oficialmente es el 3 de febrero de 1944. Saviani es el séptimo de diez hijos de la familia. Sus padres se mudaron a la ciudad de São Paulo en 1948, lo que llevó a que el padre de Saviani y la mayoría de sus hermanos obtuvieran empleo en las fábricas de la ciudad. Entre 1951 y 1954, asistió a la escuela primaria en un cobertizo de madera en las afueras de São Paulo. Completó su curso de primaria en 1954 en São Paulo en el Grupo Escolar Vila Invernada y, en 1959, el curso de secundaria en el Seminario Nossa Senhora da Conceição en Cuiabá (Mato Grosso). En 1960, cursó el quinto año del Seminario Menor (primer año de bachillerato) en el Seminario del Corazón Eucarístico de Campo Grande, entonces ciudad del sur de Mato Grosso, y hoy capital de Mato Grosso del Sur.
De vuelta al Seminario de Nossa Senhora da Conceição de Cuiabá en 1961, completó sus estudios en el Seminario Menor. En 1962, estudió en el Seminario Mayor de Aparecida, en São Paulo, donde completó el Curso Colegiado. A principios de 1963, en virtud del convenio firmado entre el Seminario Mayor de Aparecida y la Facultad Salesiana de Filosofía de Lorena, aprobó el examen de ingreso y continuó sus estudios filosóficos, todavía en el seminario, pero ahora como estudiante del curso de licenciatura en Filosofía de la Facultad de Filosofía de Lorena, en São Paulo.
En diciembre de 1963 dejó el seminario y regresó a la ciudad de São Paulo donde vivía su familia, trasladándose a la Facultad de Filosofía, Ciencias y Letras de la Pontificia Universidad Católica de São Paulo (PUC-SP) donde concluyó en 1966 el curso de pregrado, graduándose con una licenciatura y una licenciatura en Filosofía. Al ser de una familia de clase trabajadora, necesitaba trabajar para asistir a la universidad. En esta condición se incorporó al Banco Bandeirantes do Comércio, y luego se trasladó el 2 de diciembre de 1965, previa aprobación en examen público, al Banco del Estado de São Paulo (BANESPA).
En 1966 comenzó a trabajar en una agencia del Departamento de Educación de São Paulo y, en 1967, se desempeñó como profesor en el curso de Pedagogía de la PUC-SP. También enseñó Filosofía e Historia del Arte en una universidad estatal e Historia y Filosofía de la Educación en la escuela normal del Colégio Sion. En 1968 dimitió de BANESPA para dedicarse íntegramente a la docencia. Habiendo completado un doctorado en el área de ciencias humanas: Filosofía de la Educación, en la Facultad de Filosofía de las Ciencias y Letras de São Bento de la PUC-SP, donde ayudó a crear el programa de Maestría en Filosofía de la Educación.
El 18 de noviembre de 1971 defendió su tesis doctoral, publicada por primera vez en un libro en 1973, titulada Educação Brasileira: estructura y sistema. A partir de 1972, también comenzó a trabajar en estudios de posgrado. Entre 1973 y 1978 trabajó en la PUC-SP, siendo partidario y profesor del doctorado en educación. En 1975, enseñó en la recién creada Universidad Federal de São Carlos, donde ayudó a implementar, en 1976, la maestría en educación, en colaboración con la Fundación Carlos Chagas. En 1978, regresó como profesor en la PUC-SP y ayudó a establecer su doctorado en educación en esta institución. En 1979, participó en la fundación de la Asociación Nacional de Educación (ANDE) y también fue socio fundador de la Asociación Nacional de Posgrados e Investigación en Educación (ANPED) creada en 1977 y del Centro de Estudios en Educación y Sociedad (CEDES), articulado en 1978 y oficializado en marzo de 1979.
Saviani combinó sus actividades en la PUC-SP y la UNICAMP de 1980 a 1989, y durante este período realizó y aprobó el examen para la docencia libre en historia de la educación en la UNICAMP. En 1989 dejó la PUC-SP y se mudó a Campinas, manteniendo una relación exclusiva con UNICAMP. En 1984 se casó con Maria Aparecida Dellinghausen Motta y, en 1988, nació su hijo Benjamín. En 1986 completó un curso de docencia libre en el área de historia de la educación en la Facultad de Educación de la UNICAMP. También en 1986 creó el Grupo de Estudio e Investigación «Historia, Sociedad y Educación en Brasil», que se consolidó a nivel nacional y reunió grupos de trabajo en la mayoría de los estados brasileños. Entre 1989 y 1992 coordinó el Programa de Posgrado en Educación de la UNICAMP. Desde entonces es profesor jubilado de la Universidad Estatal de Campinas, pero continúa trabajando como profesor colaborador.

## Pedagogía
La pedagogía histórico-crítica, basada en el materialismo histórico-dialéctico, es una teoría que surgió por las demandas educativas, y que defiende el acceso al conocimiento sistematizado y su comprensión por parte del alumno como instrumento de reflexión y transformación de la sociedad. En un artículo de 1982, Saviani realizó la primera sistematización de lo que hoy se conoce como «pedagogía histórico-crítica», titulada Escuela y democracia: más allá de la curvatura de la vara. Un año después, Saviani publicó un libro del mismo nombre, defendiendo el conocimiento sistematizado y la comprensión de la realidad como instrumentos fundamentales para la transformación social. Inicialmente, Saviani se enfrentó a la dificultad de nombrar su concepción pedagógica, optando inicialmente por el término «pedagogía dialéctica».
En su libro Escola e Democracia, Saviani presenta dos grupos de teorías educativas sobre la marginalidad. El primer grupo, las teorías no críticas, representan las teorías pedagógicas que ven la educación como un instrumento de igualación social, es decir, de superación de la marginalidad. Las teorías no críticas incluyen la pedagogía tradicional, la nueva pedagogía y la pedagogía técnica. El segundo grupo, las teorías crítico-reproductivas, engloba las teorías que ven a la educación como un instrumento de discriminación social, por tanto, un factor de marginación. Las teorías crítico-reproductivas, según Saviani, son las siguientes: a) teoría del sistema educativo como violencia simbólica; b) teoría de la escuela como aparato ideológico del Estado (AlE); C) teoría de la escuela dualista.
En su trabajo titulado Pedagogía histórico-crítica (2012), Saviani afirma que esta teoría surgió a partir del surgimiento de un movimiento pedagógico que vino a responder a la necesidad de encontrar alternativas a la pedagogía dominante. La pedagogía histórico-crítica se construye desde la concepción dialéctica en la perspectiva marxista, abordando una dialéctica histórica expresada en el materialismo histórico. Constituye una concepción pedagógica transformadora, siendo considerada una teoría pedagógica revolucionaria. Sin embargo, esto no significa que se proponga hacer una revolución social a partir de la escuela, sino que entiende que la educación puede contribuir al proceso de transformación social.

### Impacto
Saviani ha recibido varias revisiones críticas de su trabajo. Es recurrente el cuestionamiento del poco valor que habría atribuido a la Escola Nova, así como el indicio de que estaría defendiendo la escuela tradicional enfatizando la importancia de los contenidos en el currículo escolar.
Paulo Ghiraldelli ha realizado varias críticas a Saviani, especialmente por su orientación marxista, alegando que limitaría su lectura del fenómeno educativo, así como las críticas de Saviani a los ideales de la Nueva Escuela. La incapacidad de Saviani para separarse de los «supuestos marxistas» también es criticada en otros artículos.
Incluso en el medio académico de orientación marxista, existen interrogantes sobre su obra, ya sea en relación con la apropiación de conceptos analizados por Marx, que, según los autores, serían problemáticos o erróneos, o en relación con la viabilidad de una pedagogía socialista en un contexto socioeconómico en el que prevalece el modelo capitalista. Saviani comentó que estas críticas no son nuevas y, respecto a las controversias internas del marxismo, dice que el análisis crítico es inherente a la tradición marxista, pero que «la crítica y el debate no deben generar dificultades para la unidad de propósitos», en este caso, el proyecto emancipatorio y revolucionario.

## Obras
- Educação brasileira: estrutura e sistema, São Paulo, Saraiva, 1973
- Escola e Democracia, São Paulo: Cortez Autores Associados, 1983
- Educação - Do Senso Comum a Consciência Filosófica, São Paulo: Cortez Autores Associados, 1980.
- Ensino Público e Algumas Falas sobre Universidade, São Paulo: Cortez Autores Associados, 1984.
- Sobre a Concepção de Politécnica Rio de Janeiro: Fundação Oswaldo Cruz, 1989.
- A Nova Lei da Educação-Trajetória, Limites e Perspectivas, Campinas: Autores Associados, 1997
- Pedagogia Histórico-Crítica, primeira aproximações, Campinas: Autores Associados, 1991.
- Educação e questões da atualidade, São Paulo, Cortez/Livros do Tatu, 1991.
- Educación: temas de actualidad, Buenos Aires, Libros del Quirquincho, 1991.
- Política e Educação no Brasil-O Papel do Congresso Nacional na Legislação do Ensino, São Paulo, Cortez, 1987
- Da Nova LDB ao Novo Plano Nacional de Educação-Por Uma Outra Política Educacional, Campinas, Autores Associados, 1998
- Da Nova LDB ao FUNDEB, Campinas, Autores Associados, 2007.
- História das ideias pedagógicas no Brasil, Campinas, Autores Associados, 2007.
- A pedagogia no Brasil: história e teoria, Campinas, Autores Associados, 2008.
- Interlocuções pedagógicas: conversa com Paulo Freire e Adriano Nogueira e 30 entrevistas sobre educação. Campinas, Autores Associados, 2010.
- Educação em diálogo, Campinas, Autores Associados, 2011.
- Pedagogia histórico-crítica e luta de classes na educação escolar (em coautoría co Newton Duarte), Campinas, Autores Associados, 2012.
- Aberturas para a história da educação, Campinas, Autores Associados, 2013.
- O Lunar de Sepé: paixão, dilemas e perspectivas na educação, Campinas, Autores Associados, 2014
- Sistema Nacional de Educação e Plano Nacional de Educação: significado, controvérsias e perspectivas, Campinas, Autores Associados, 2014.
- História do tempo e tempo da história. Campinas, Autores Associados, 2015.